# Gesine Meißner
Gesine Meißner (ur. 22 lutego 1952 w Uelzen) – niemiecka polityk, deputowana do Parlamentu Europejskiego VII i VIII kadencji.

## Życiorys
Studiowała różne kierunki na Uniwersytecie Ludwika i Maksymiliana w Monachium oraz Uniwersytecie Gottfrieda Wilhelma Leibniza w Hanowerze. Pracowała w zakresie zarządzania personelem, uczyła w szkołach zawodowych dla dorosłych, prowadziła własną działalność jako trener komunikacji.
W 1985 wstąpiła do Wolnej Partii Demokratycznej. Od 2003 do 2009 zasiadała w landtagu Dolnej Saksonii. W wyborach w 2009 z listy FDP uzyskała mandat posłanki do Parlamentu Europejskiego. Weszła w skład Komisji Transportu i Turystyki oraz grupy Porozumienia Liberałów i Demokratów na rzecz Europy. W 2014 z powodzeniem ubiegała się o europarlamentarną reelekcję, sprawując mandat do 2019.